# Mykelti Williamson
Mykelti Williamson est un acteur américain, né le 4 mars 1957 à Saint-Louis (Missouri).

## Biographie
Sa carrière commence en 1981 dans la série télévisée The Righteous Apples, mais il tient son premier rôle important avec le personnage de Bubba (Benjamin Buford Blue) dans le film Forrest Gump de Robert Zemeckis, où il montre son talent d'acteur en jouant avec des prothèses pour augmenter la taille de ses lèvres. Il est nommé pour ce rôle aux MTV Movie Awards en 1995.

## Filmographie
- 1978 : Starsky et Hutch (Série télévisée - épisode 9 Bleu et noir) : Bruce
- 1981 : The Righteous Apples (série télévisée) : Charles 'Big Neck' McMorris
- 1982 : Desperate Lives (TV) : Jack
- 1983 : Bay City Blues (série télévisée) : Deejay Cunningham (1983)
- 1984 : Les Rues de feu (Streets of Fire) de Walter Hill : B.J., The Sorels
- 1984 : Deux flics à Miami (Miami Vice) - Saison 1, épisodes 1 et 2 : Leon Jefferson
- 1984 : Espion modèle (Cover Up) (série télévisée) : Rick
- 1986 : Femme de choc (Wildcats) : Levander 'Bird' Williams
- 1987 : Number One with a Bullet : Casey
- 1987 : The Bronx Zoo (série télévisée) : Gus Butterfield
- 1987 : You Talkin' to Me? : Thatcher Marks
- 1988 : Appel d'urgence (Miracle Mile) : Wilson
- 1988 : Police Story: Monster Manor (TV) : Officer Don Luntner
- 1988 : Jack Killian, l'homme au micro (Midnight Caller) (série télévisée) : Deacon Bridges (1989-)
- 1990 : Le Premier Pouvoir (The First Power) de Robert Resnikoff : Det. Oliver Franklin
- 1990 : A Killer Among Us (TV) : Greg Hopkins
- 1991 : The New WKRP in Cincinnati (série télévisée) : Donovan Aderhold (1991-1993)
- 1993 : Sauvez Willy (Free Willy) : Dwight Mercer
- 1993 : Other Women's Children (TV)
- 1994 : Forrest Gump : Pvt. Benjamin Buford 'Bubba' Blue
- 1995 : Sauvez Willy 2 (Free Willy 2: The Adventure Home) : Dwight Mercer
- 1995 : Le Patchwork de la vie (How to Make an American Quilt) : Winston
- 1995 : Heat : Sergeant Drucker
- 1995 : Où sont les hommes ? (Waiting to Exhale) : Troy
- 1996 : La Couleur du baseball (Soul of the Game) (TV) : Josh Gibson
- 1997 : La Dernière Cavale (Truth or Consequences, N.M.) : Marcus Weans
- 1997 : Les Ailes de l'enfer (Con Air) : Mike 'Baby-O' O'Dell
- 1997 : Douze hommes en colère (12 Angry Men) (TV) : Juror #10
- 1997 : Double Frappe (Double Tap) : Hamilton
- 1997 : Buffalo Soldiers (en) (TV) : Cpl. William Christy
- 1998 : Primary Colors : Dewayne Smith
- 1998 : La Mutante 2 (Species II) : Dennis Gamble
- 1999 : Having Our Say: The Delany Sisters' First 100 Years (TV) : Papa Delany
- 1999 : The Hoop Life (série télévisée) : Marvin Buxton
- 1999 : Les Rois du désert (Three Kings) : Colonel Horn
- 1999 : Gideon : Coleman Walker
- 2000 : Holiday Heart (TV) : Silas
- 2001 : Ali : Don King
- 2002 : Our America (TV) : Graham Ellis
- 2002 : Boomtown (série télévisée) : Detective Bobby 'Fearless' Smith
- 2004 : The Assassination of Richard Nixon : Harold Mann
- 2004 : Monk (série télévisée) : Captain Walter Cage
- 2004 : Coup d'éclat (After the Sunset) : Agent Stafford
- 2006 : Slevin : Sloe
- 2006 : ATL : Uncle George
- 2006 : Fatwa : Grady Frank
- 2009 : Destination finale 4 : George Lanter
- 2010 : 24 heures chrono (saison 8) : Brian Hastings
- 2011 : Les Experts : Manhattan : Chef Brigham Sinclair
- 2012-2015 : Justified (Saison 3) : Ellstin Limehouse
- 2015 : Hawaii 5-0 (Saison 6) : Clay Maxwell
- 2016 : Underground : Moses
- 2016 : American Nightmare 3 : Élections : Joe Dixon
- 2016 : Fences : Gabriel Maxson
- 2016 : Esprits criminels : Unité sans frontières (TV) : Brigadier Général Yazeen Zwane
- 2017 : Designated Survivor (TV) : amiral Chernow
- 2017 : Chicago P.D. : Lieutenant Denny Woods
- 2019 : L'Arme fatale (saison 3) : Tom Barnes
- 2021 : Clean de Paul Solet : Travis
- 2021-2022 : New York, crime organisé (Law & Order: Organized Crime)  (épisodes 1, 14, 15, 16, 17, 18, 19, 20 et 22) : Preston Webb

## Voix françaises
| - Thierry Desroses dans : - Sauvez Willy 2 - Primary Colors - La Mutante 2 - American Nightmare 3 : Élections - L'Arme fatale (série télévisée) - Fallout (série télévisée) - Inarrêtable - Frantz Confiac dans (les séries télévisées) : - Kidnapped - Les Experts : Manhattan - 24 Heures chrono - The Good Wife - Justified - Touch - Chicago Police Department - Lucien Jean-Baptiste dans (les séries télévisées) : - Boomtown - New York 911 - Monk - Justice - Jean-Paul Pitolin dans : - La Dernière Cavale - Psych : Enquêteur malgré lui (série télévisée) - Fences | - Jean-Michel Martial (*1952 - 2019) dans : - Les Rois du désert - August Rush Et aussi - Pascal Renwick (*1954 - 2006) dans Espion modèle (série télévisée) - Richard Darbois dans Femme de choc - Mario Santini (*1945 - 2001) dans Le Premier Pouvoir - Pascal Nzonzi dans Sauvez Willy - Jacques Martial dans Forrest Gump - Daniel Kamwa dans Heat - Emmanuel Karsen dans Où sont les hommes ? - Thierry Mercier (*1961 - 2023) dans Au-delà du réel : L'aventure continue (série télévisée) - Jean-Louis Faure (*1953 - 2022) dans Les Ailes de l'enfer - Med Hondo (*1935 - 2019) dans Douze hommes en colère (téléfilm) - Jean-Jacques Nervest dans Le Fugitif (série télévisée) - Bruno Henry dans The Assassination of Richard Nixon - Jérôme Keen dans Spinning into Butter - Gilles Morvan dans Destination finale 4 - Paul Borne dans Designated Survivor (série télévisée) - Frédéric Souterelle dans New York, crime organisé (série télévisée) |